# Boophis boppa
Espèce
Statut de conservation UICN

 EN B1ab(iii) : En danger
Boophis boppa est une espèce d'amphibiens de la famille des Mantellidae.

## Répartition
Cette espèce est endémique de Madagascar. Elle se rencontre dans le parc national de Ranomafana et vers Antoetra entre 1 046 et 1 312 m d'altitude.

## Description
Les mâles mesurent de 20,3 à 24,4 mm et la femelle 32,2 mm.

## Étymologie
Cette espèce est nommée en l'honneur de Nicholas Jay Pritzker, surnommé Boppa.

## Publication originale
- Hutter, Lambert, Cobb, Andriampenomanana & Vences, 2015 : A new species of bright-eyed treefrog (Mantellidae) from Madagascar, with comments on call evolution and patterns of syntopy in the Boophis ankaratra complex. Zootaxa, no 4034(3), p. 531-555.